# Tor teletransmisyjny
Tor teletransmisyjny – kabel rozważany w kategoriach obwodu elektrycznego, wykorzystywany wraz z urządzeniami teletransmisyjnymi do tworzenia kanałów telekomunikacyjnych. Przydatność toru teletransmisyjnego do tworzenia kanału telekomunikacyjnego jest w pierwszej mierze uzależniona od jego impedancji falowej.
Równanie określające impedancję falową toru teletransmisyjnego jest wyznaczane z modelu linii długiej. W transmisji analogowej jest istotne, aby impedancja falowa linii nie zmieniała się wraz ze zmianą częstotliwości sygnału, gdyż w przeciwnym przypadku sygnał zostanie zniekształcony. Zniekształcenia sygnału są spowodowane tym, że jego różne częstotliwości składowe są opóźniane oraz wzmacniane w różnym stopniu (rys. 3 ilustruje zniekształcenia tego typu — sygnał odbierany nie przypomina sygnału nadanego). Jeżeli natomiast impedancja falowa linii jest stała, wtedy wszystkie częstotliwości składowe sygnału będę tłumione oraz opóźniane w takim samym stopniu, a przebieg sygnału odbieranego będzie w pełni pokrywać się z przebiegiem sygnału nadawanego.